# Osceola Mills
Osceola Mills är en ort i Clearfield County i delstaten Pennsylvania, USA.